# چراغ‌کوسه سیاه‌شکم
چراغ‌کوسه سیاه‌شکم (نام علمی: Etmopterus lucifer) نام یک گونه از راسته خاردارکوسه‌سانان است.